# Zamach w Dahab (2006)
Zamach w Dahab - 23 osoby zginęły, a 62 zostały ranne w trzech zamachach bombowych, do których doszło w poniedziałek 24 kwietnia 2006 roku w południowosynajskim egipskim kurorcie Dahab. 
Położony nad zatoką Akaba nad Morzem Czerwonym Dahab jest ulubionym miejscem amatorów nurkowania. Dwa z trzech zamachów bombowych przeprowadzonych w Dahab były dziełem terrorystów – samobójców. Trzy bomby, które wybuchły wieczorem w odstępie kilku minut ok. godziny 19:15, podłożone zostały w jego ruchliwych punktach - w restauracji "Nelson", w kawiarni "Aladdin" i w supermarkecie "Ghazala", na centralnym bazarze miejskim.
Terroryści uderzyli podczas świątecznego okresu wypoczynkowego - 23 kwietnia w Egipcie obchodzi się koptyjską Wielkanoc (Szam el-Nassim), a w dwa dni później na Synaju dzień wyzwolenia tego terytorium spod okupacji izraelskiej.
Natychmiast po wybuchach widać było dym i rozbiegających się chaotycznie ludzi. Na miejsce od razu udało się 20 karetek pogotowia. Mieszkańcy Dahabu mówili, że widzieli porozrzucane szczątki ludzkie po wybuchu w restauracji. Policja zatrzymywała i kontrolowała samochody i autobusy wyjeżdżające z kurortu.

## Ofiary
| Kraj       | Liczba ofiar |
| ---------- | ------------ |
| Egipt      | 18           |
| Liban      | 1            |
| Niemcy     | 1            |
| Rosja      | 1            |
| Szwajcaria | 1            |
| Węgry      | 1            |
| Razem      | 23           |